# Haplothrips angusticornis
Haplothrips angusticornis är en insektsart som beskrevs av Hermann Priesner 1921. Haplothrips angusticornis ingår i släktet Haplothrips, och familjen rörtripsar. Arten är reproducerande i Sverige.